# Niva Doubravy
Niva Doubravy je přírodní rezervace v katastrálním území obce Sobíňov a rozkládá se podél toku říčky Doubravy. Vyhlášena byla v roce 1994. Rezervace vznikla k ochraně přirozených a polopřirozených lučních a mokřadních ekosystémů v řece Doubravě a jejím okolí. Území je ukázkou přírodních vlhkých lučních biotopů, které jsou díky zemědělskému využití krajiny velice vzácné. Rozloha rezervace je asi 86 ha.
Údolí zde přechází v lesnatý hřbet. Díky zdejším podmínkám a využívání se zde vyvinula mozaika vodních, mokřadních a suchomilných společenstev. Můžeme zde najít asi 225 druhů vyšších rostlin. Vyskytuje se zde například prstnatec májový (Dactylorhiza majalis), vachta trojlistá (Menyanthes trifoliata), tolije bahenní (Parnassia palustris), hladýš pruský (Laserpitium prutenicum) a ostřice (Carex). Z ptáků zde hnízdí například hýl rudý (Carpodacus erythrinus), bekasina otavní (Gallinago gallinago) a linduška luční (Anthus pratensis). Dále zde můžeme spatřit zmiji obecnou (Vipera berus), čolka horského (Ichthyosaura alpestris) a otakárka fenyklového (Papilio machaon) a spoustu dalších živočichů.

## Galerie

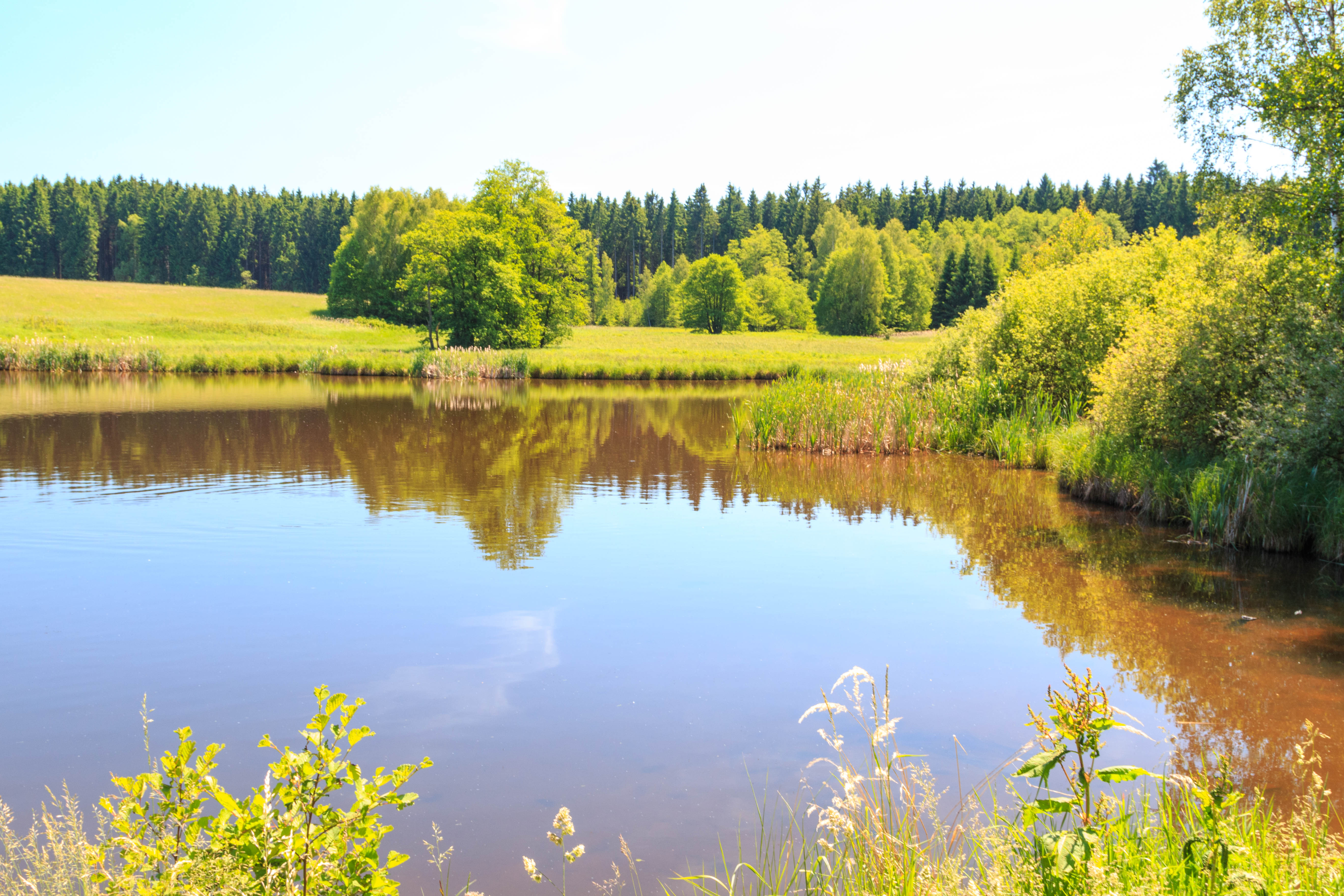
Přírodní rezervace Niva Doubravy
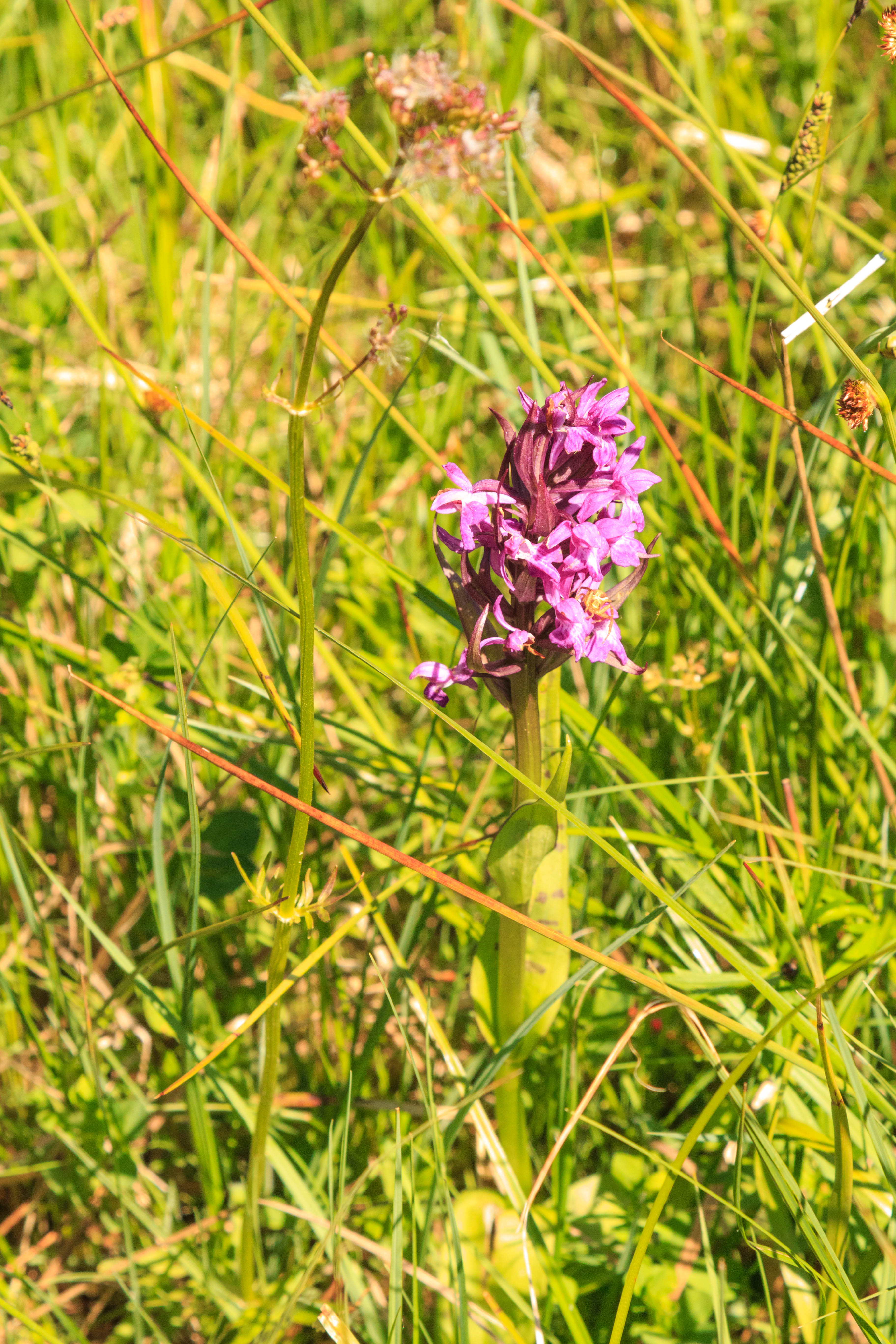
Přírodní rezervace Niva Doubravy
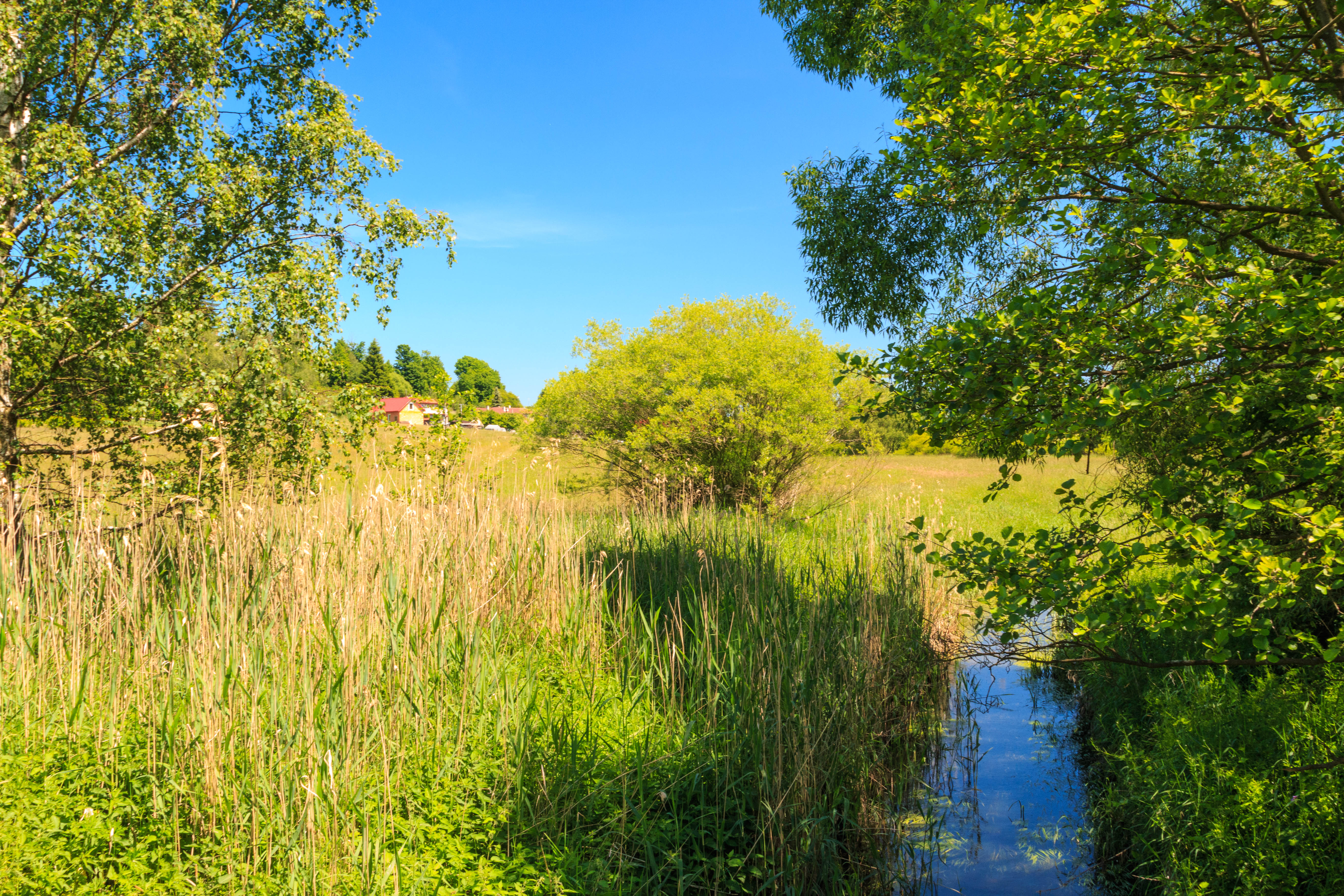
Přírodní rezervace Niva Doubravy
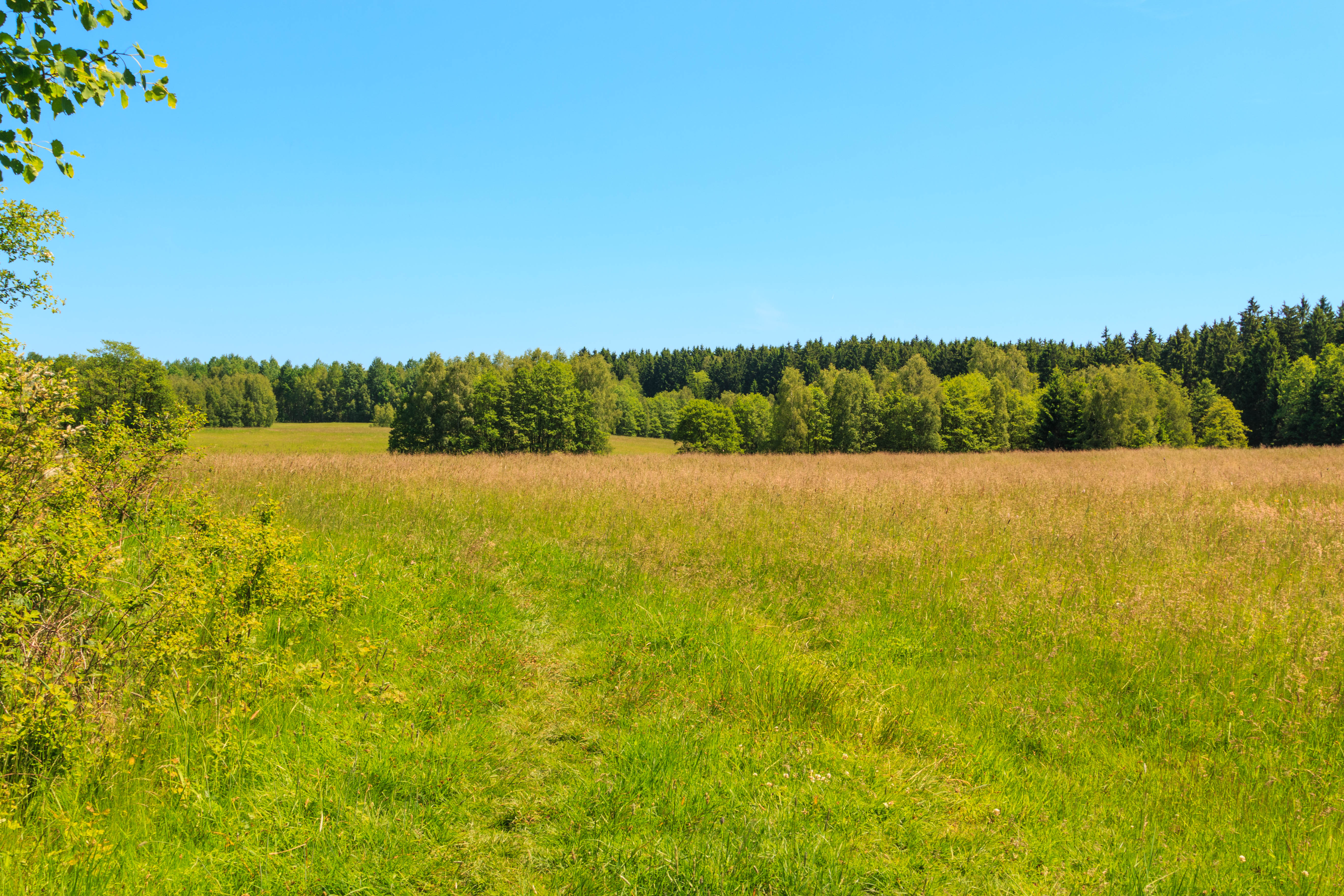
Přírodní rezervace Niva Doubravy